# ليزر نايك

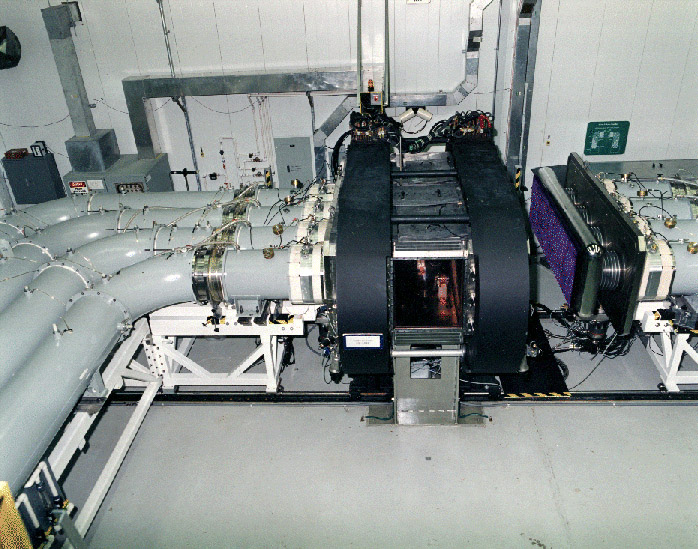
مُكبر ليزر نايك، وفيه تزيد طاقة الليزر من 150 جول إلى 5 كيلو جول، وذلك بالمرور خلال خليط من الكريبتون والفلور والأرجون.

ليزر نايك أو في الفيزياء (بالإنجليزية: Nike laser) هو 56 فيض ليزر قوي صممه معمل أبحاث البحرية الأمريكية ، ب واشنطن العاصمة ، يطلق فيض إلكترونات في جهاز ليزر فلوريد الكريبتون فينتج نبضات بطاقة قدرها 4 - 5 كيلو جول من الأشعة فوق البنفسجية ذات طول موجة 248 نانو متر وتبلغ مدة النبضة عدة نانو ثانية .
وقد بُني الليزر نايك في أواخر الثمانينيات من القرن الماضي بعرض تجريبه في تجارب الاندماج النووي. وعن طريق استخدام ليزر فلوريد الكريبتون لإنتاج شعاع ليزر متساوي الشدة (تغيرات الشدة أقل من 1% في الشعاع الواحد ) و أقل من 0.3 % عند اتحاد 44 من الشعاعات وتركيزها في بؤرة. وتلزم تلك المواصفات عند تصويب الشعاع على قرص الهدف المكون من البلازما في تجارب الاندماج النووي.

## اقرأ أيضأ
- إكسيمر
- ليزر إكسيمر
- البلمرة.
- كيمياء بوليمرات
- عجينة البوليمر
- درجة الانتقال الزجاجية
- فلورية
- معمل أبحاث البحرية الأمريكية